# Rudolf Huliak
Rudolf Huliak (ur. 5 października 1975 w Očovej) – słowacki polityk, przedsiębiorca i samorządowiec, poseł do Rady Narodowej, od 2025 minister turystyki i sportu.

## Życiorys
Absolwent ekonomiki transportu na Uniwersytecie Żylińskim. Zajął się prowadzeniem własnej działalności gospodarczej. Działacz organizacji zrzeszających myśliwych, wszedł w skład prezydium Słowackiego Związku Łowieckiego.
W wyborach w 2020 kandydował do parlamentu z listy nacjonalistycznej formacji Partia Ludowa Nasza Słowacja. Brał następnie udział w powołaniu formacji Slovenský PATRIOT, którą założył Miroslav Radačovský. Dołączył wkrótce do ugrupowania Národná koalícia. W latach 2021–2023 pełnił funkcję jego przewodniczącego. Ponownie objął to stanowisko w 2024. Jego formacja w swoich postulatach podnosiła m.in. możliwość wystąpienia Słowacji z NATO i Unii Europejskiej.
W 2022 został wybrany na burmistrza swojej rodzinnej miejscowości. W 2023 uzyskał mandat posła do Rady Narodowej z listy Słowackiej Partii Narodowej. Był kandydatem na ministra środowiska, zarzucono mu jednak negowanie zmian klimatu w swoich wypowiedziach; ostatecznie jego nominację zablokowała prezydent Zuzana Čaputová. We wrześniu 2024 wzbudził kontrowersje, wulgarnie określając opozycyjną posłankę Lucię Plavákovą.
W marcu 2025 dołączył do czwartego rządu Roberta Ficy, obejmując w nim (z rekomendacji partii SMER) urząd ministra turystyki i sportu.